# Michael Labetzke
Michael Labetzke (* 28. Januar 1970 in Bremerhaven-Lehe) ist ein deutscher Politiker (Bündnis 90/Die Grünen). Seit 2023 ist er Mitglied der Bremischen Bürgerschaft.

## Biografie

### Familie, Ausbildung und Beruf
Labetzke wuchs im Bremerhaven-Lehe im Ortsteil Eckernfeld auf und besuchte die Grundschule Gaußschule. Er legte den Realschulabschluss an der Lessingschule ab. 1987 begann er seine Ausbildung beim Bundesgrenzschutz im mittleren Dienst. Von 1997 bis 2000 studierte er an der Fachhochschule des Bundes für öffentliche Verwaltung. Er schloss das Studium als Diplom-Verwaltungswirt (FH) ab. Anschließend arbeitete er von 2000 bis 2002 in Rostock. Von 2002 bis zu seinem Einzug in die Bürgerschaft 2023 war er in der Bundespolizeiinspektion Bremen tätig; zunächst als stellvertretender Leiter, später als Leiter des Ermittlungsdienstes.
Labetzke ist geschieden und hat eine Tochter.

### Politik
Labetzke ist seit 2015 Mitglied bei Bündnis 90/Die Grünen. Von 2019 bis 2023 war er Stadtverordneter in Bremerhaven.
Labetzke trat bei der Bürgerschaftswahl in Bremen 2019 auf Listenplatz 4 seiner Partei im Wahlbereich Bremerhaven und bei der Bundestagswahl 2021 im Bundestagswahlkreis Bremen II – Bremerhaven an, verpasste jedoch jeweils den Einzug ins Parlament. 
Bei der Bürgerschaftswahl 2023 trat Labetzke auf Listenplatz 2 seiner Partei im Wahlbereich Bremerhaven an, erhielt 968 Personenstimmem und zog über die Liste in die 21. Bürgerschaft ein.

Hier ist er in folgenden Gremien als Mitglied vertreten:  Wahlprüfungsgericht, Rechtsausschuss, Staatliche Deputation für Inneres und Staatliche Deputation für Wirtschaft und Häfen.